# Strassen (Luxembourg)
Pour les articles homonymes, voir Strassen.
Strassen (en luxembourgeois : Stroossen ) est une localité luxembourgeoise et une commune dont elle est le chef-lieu. Elle est située dans le canton de Luxembourg.

## Histoire

### Origines
Strassen se situe sur le traçé de la voie romaine Reims-Trèves et des vestiges d'occupation de l'époque romaine subsistent, notamment près de la rue du Kiem.

### Période du Saint-Empire

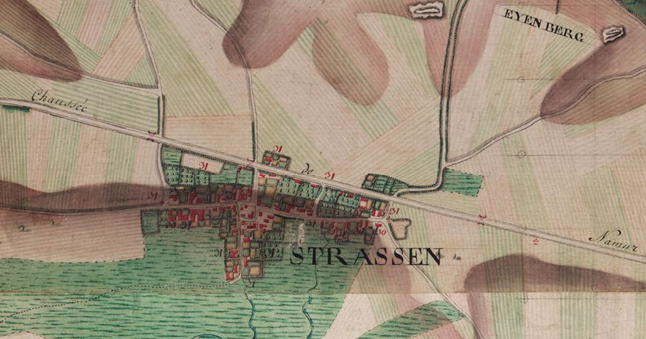
Localisation de Strassen sur la carte de Ferraris vers 1777.

Strassen fait d'abord partie du comté de Luxembourg, un état du Saint-Empire romain germanique, qui devient un duché dès 1353. Au XVIIe siècle une épidémie de peste ravage la région et décime un tiers de la population du village.
Lors de la période des Pays-Bas autrichiens, les plans cadastraux de l'impératrice Marie-Thérèse datant de 1766, indiquent que le village s'étend sur 15,77 km2 et compte 417 habitants.

### Période française et néerlandaise
En 1795, après l'annexion à la Première République française, Strassen devient une commune du département des Forêts et plus précisément du canton de Luxembourg-Nord, dès la loi du 15 ventôse an X (6 mars 1802). En 1804, Strassen devient une paroisse avec les quelques maisons du Reckenthal. Après la fin du Premier Empire, le village fait partie du Grand-duché de Luxembourg, donné à titre personnel à Guillaume Ier d'Orange-Nassau, roi des Pays-Bas et premier grand-duc de Luxembourg, par l'acte final du congrès de Vienne de 1815.
En 1823 la commune de Strassen fusionne avec celle de Bertrange.

### Période belge
Le 22 avril 1838, l'affaire de Strassen, lance une crise diplomatique et militaire entre la Belgique et les autorités orangistes de la forteresse de Luxembourg. Elle trouve ses origines lorsque les habitants du village arborent un drapeau belge en haut d'un arbre, en façe du domicile du nouveau bourgmestre, Jean Beissel. Ils réagissent ainsi en guise de protestation à la future scission du Grand-duché de Luxembourg après l'acceptation du traité des XXVII articles quelques mois plus tôt par le roi des Pays-Bas et grand-duc de Luxembourg, Guillaume Ier. En effet, depuis la Révolution belge de 1830 et le ralliement luxembourgeois, le Grand-duché de Luxembourg était annexé et administré par la Beglique, hormis dans un rayon de deux lieues autour du glacis de la forteresse. C'est tout particulièrement la réaction militaire et l'envoi, pour enlever le drapeau, d'un détachement de 1 200 hommes par le général prussien Frédéric Dumoulin, qui entraina la crise, ceci étant vu par les belges comme une invasion de leur territoire.
L'affaire fit tache d'huile et plusieurs autres communes arborèrent un drapeau belge en signe de soutien, comme par exemple à Hostert, Larochette, Mersch, Niederanven, ou Schouweiler.

### Période luxembourgeoise
La commune est née le 1er janvier 1850 de la séparation de la section de Strassen et de la partie de la section de Reckenthal se trouvant sur le ban de Strassen de la commune de Bertrange.

## Géographie
| Kehlen           | Kehlen, Kopstal       | Kopstal    |
| Mamer, Bertrange | Strassen              | Luxembourg |
| Bertrange        | Bertrange, Luxembourg | Luxembourg |

### Voies de communication et transports
La commune est traversée par l'autoroute A6 par les routes nationales N6, N34 et N35.
La commune est desservie par les autobus de la ville de Luxembourg (AVL) et par le Régime général des transports routiers (RGTR) et possède des stations Vel'oH!. En outre, elle exploite un service « City-Bus » sur réservation nommée « Bus@Stroossen ».
D'un point de vue ferroviaire, Strassen est desservie par la gare située sur le territoire de sa voisine Bertrange : la gare de Bertrange - Strassen.

## Politique et administration

### Liste des bourgmestres
| Identité                             | Période        | Période        | Durée                     | Étiquette |
| Identité                             | Début          | Fin            | Durée                     | Étiquette |
| ------------------------------------ | -------------- | -------------- | ------------------------- | --------- |
| Jean-Pierre Kemp (d)                 | 1850           | 1860           | 10 ans                    |           |
| Pierre Witry (d)                     | 1861           | 1866           | 5 ans                     |           |
| Mathias Goergen (d)                  | 1867           | 1872           | 5 ans                     |           |
| Mathias Saur (d)                     | 1873           | 1875           | 2 ans                     |           |
| Jean Feyder (d)                      | 1876           | 1908           | 32 ans                    |           |
| François Groff (d)                   | 1909           | 1917           | 8 ans                     |           |
| Jean-Pierre Feyder (d)               | 1918           | 1928           | 10 ans                    |           |
| Michel Weyrich (d)                   | 1929           | 1931           | 2 ans                     |           |
| Jean-Pierre Feyder (d)               | 1932           | 1939           | 7 ans                     |           |
| Par intérim : Alphonse Balthasar (d) | 1940           | 1940           | moins d’un an             |           |
| Michel Weyrich (d)                   | 1941           | 1942           | 1 an                      |           |
| inconnu                              | 1942           | 1944           | 2 ans                     |           |
| Par intérim : Alphonse Balthasar (d) | 1944           | 1945           | 1 an                      |           |
| Paul Barblé (d) (1900 - 1979)        | 1946           | 1963           | 17 ans                    |           |
| Jean Wirtz (d)                       | 1964           | 1975           | 11 ans                    | POSL      |
| Fernand Derneden (d)                 | 1976           | 1993           | 17 ans                    |           |
| Gaby Leytem-Wantz (d) (née en 1945)  | 1994           | 2007           | 13 ans                    | DP        |
| Gaston Greiveldinger (d)             | 2007           | 4 février 2021 | 14 ans                    | POSL      |
| Juliane Gallion (d)                  | 2007           | 2007           | moins d’un an             | DP        |
| Nico Pundel (d)                      | 5 février 2021 | En cours       | 4 ans, 4 mois et 29 jours | CSV       |

## Population et société

### Démographie
L'évolution du nombre d'habitants est connue à travers les recensements de la population effectués dans le pays depuis 1821. Les recensements décennaux de la population permettent de caler les chiffres sur la composition de la population par sexe, âge, nationalité et commune de résidence. Entre deux recensements, la population au 1er janvier de l’année {\displaystyle x} est évaluée en ajoutant à la population au 1er janvier de l’année {\displaystyle x-1} les soldes naturel (naissances {\displaystyle -} décès) et migratoire (arrivées {\displaystyle -} départs) de l'année. La même méthode est appliquée pour la répartition par âge au 1er janvier et les effectifs totaux par nationalité. Depuis le 1er septembre 2023, le Luxembourg dénombre 100 communes.
Au 1er janvier 2024, la commune comptait 10 594 habitants.
| 1821 | 1851  | 1871  | 1880  | 1890  | 1900  | 1910  | 1922  | 1930  |
| ---- | ----- | ----- | ----- | ----- | ----- | ----- | ----- | ----- |
| 595  | 1 343 | 1 366 | 1 344 | 1 324 | 1 330 | 1 384 | 1 478 | 1 495 |

| 1935  | 1947  | 1960  | 1970  | 1978  | 1979  | 1981  | 1983  | 1984  |
| ----- | ----- | ----- | ----- | ----- | ----- | ----- | ----- | ----- |
| 1 471 | 1 446 | 1 892 | 3 085 | 4 293 | 4 278 | 4 242 | 4 350 | 4 440 |

| 1985  | 1986  | 1987  | 1988  | 1989  | 1990  | 1991  | 1992  | 1993  |
| ----- | ----- | ----- | ----- | ----- | ----- | ----- | ----- | ----- |
| 4 430 | 4 510 | 4 550 | 4 656 | 4 784 | 4 853 | 4 920 | 5 051 | 5 139 |

| 1994  | 1995  | 1996  | 1997  | 1998  | 1999  | 2000  | 2001  | 2002  |
| ----- | ----- | ----- | ----- | ----- | ----- | ----- | ----- | ----- |
| 5 406 | 5 516 | 5 674 | 5 844 | 5 847 | 5 910 | 5 980 | 5 901 | 5 869 |

| 2003  | 2004  | 2005  | 2006  | 2007  | 2008  | 2009  | 2010  | 2011  |
| ----- | ----- | ----- | ----- | ----- | ----- | ----- | ----- | ----- |
| 5 933 | 6 032 | 6 283 | 6 471 | 6 670 | 6 747 | 6 989 | 7 218 | 7 399 |

| 2012  | 2013  | 2014  | 2015  | 2016  | 2017  | 2018  | 2019  | 2020  |
| ----- | ----- | ----- | ----- | ----- | ----- | ----- | ----- | ----- |
| 7 554 | 7 699 | 7 941 | 8 026 | 8 497 | 8 828 | 9 232 | 9 589 | 9 888 |

| 2021   | 2022   | 2023   | 2024   | - | - | - | - | - |
| ------ | ------ | ------ | ------ | - | - | - | - | - |
| 10 249 | 10 320 | 10 538 | 10 594 | - | - | - | - | - |

Le graphique qui aurait dû être présenté ici ne peut pas être affiché car il utilise l'ancienne extension Graph, désactivée pour des questions de sécurité. Des indications pour créer un nouveau graphique avec la nouvelle extension Chart sont disponibles ici.

## Football
Le club de football de la commune de Strassen s'appelle le FC UNA Strassen. Fondé en 1922, le FC UNA (à l'origine : Union Athlétique) Strassen a.s.b.l. compte aujourd'hui plus de 150 membres actifs, dont 70 % de jeunes joueurs, répartis sur 10 équipes (2 équipes en entente avec le Sporting Club Bertrange).

## Centre aquatique
Strassen dispose d'un centre aquatique, géré conjointement avec Bertrange : Les Thermes.

## Héraldique, logotype et devise
| Blason de la commune de Strassen | L'écu de Strassen se blasonne ainsi : De gueules à cinq pals d'or |